# Jan Silhan
Jan Silhan (ur. 1 listopada 1889 w Kijowie, zm. 29 czerwca 1971 w Krakowie) – kapitan administracji Wojska Polskiego II RP, ociemniały działacz społeczny na rzecz niewidomych, tyflolog.

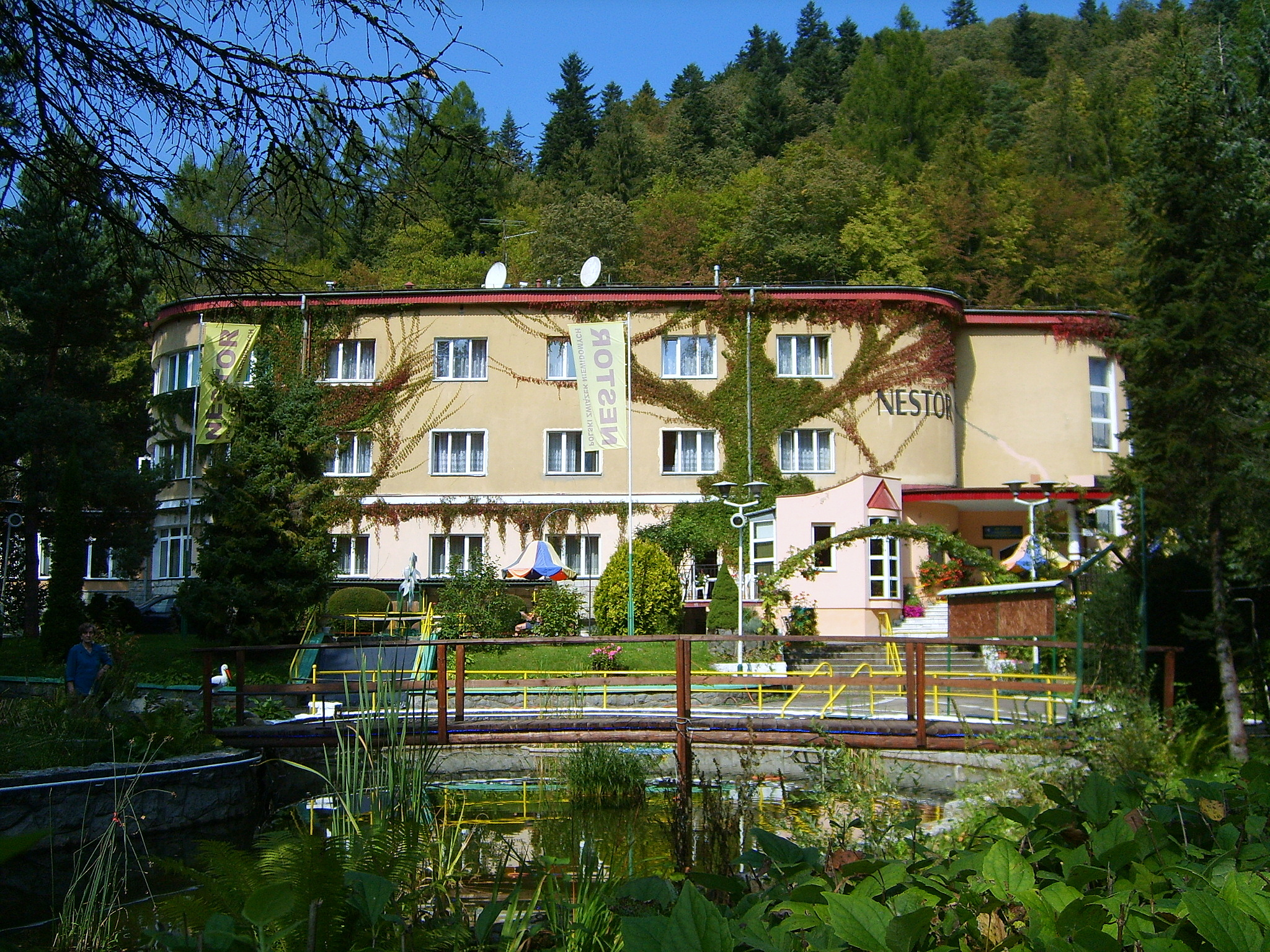
Ośrodek Leczniczo-Rehabilitacyjny im. kpt. Jana Silhana w Muszynie

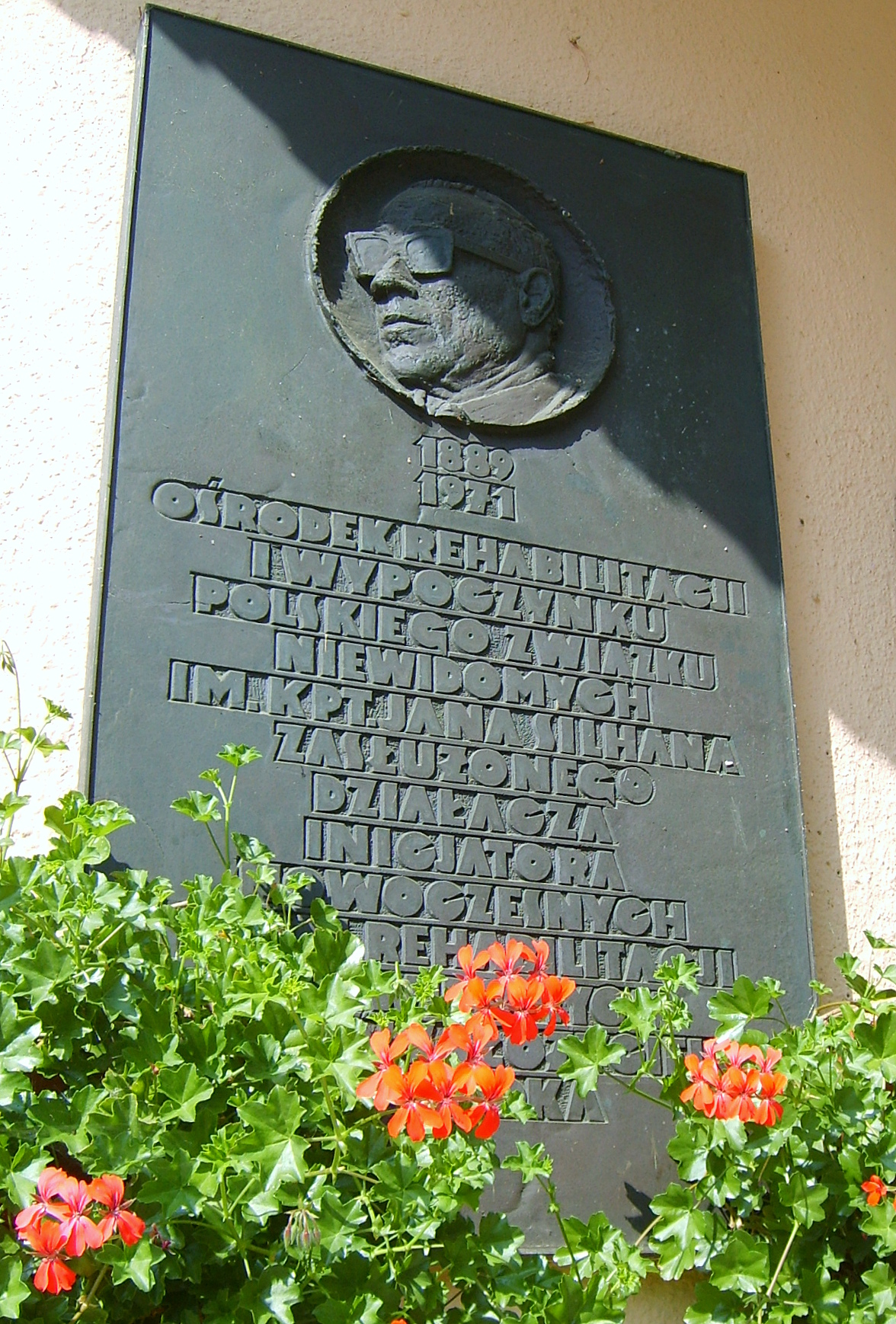
Tablica pamiątkowa w muszyńskim ośrodku

## Życiorys
Urodził się 1 listopada 1889. Syn pochodzącego z Czech Franciszka i Anny z domu Paczowskiej, która była Polką. Ojciec pracował jako urzędnik bankowy, a matka jako nauczycielka. Jan Silhan ukończył szkołę średnią w Kijowie w 1907 i wówczas podjął studia na Politechnice Lwowskiej, ukończone w 1913. Podczas studiów działał w Korporacji Polskiej Młodzieży Demokratycznej, Akademickiego Zrzeszenia Młodzieży Lewicowej „Spójnia” oraz w Socjaldemokratycznej Partii Robotniczej Rosji i w związku z tym był ofiarą represji, więziony od 1911 do 1912. 
Został powołany do służby wojskowej w c. i k. armii, od 1913 do 1914 służył w 74 pułku piechoty Austro-Węgier. Podczas I wojny światowej służył na froncie serbsko-austriackim. Brał udział w bitwie pod Šabacem 6 listopada 1914. Został ranny i utracił wzrok (kula ze strony serbskiej trafiła go w głowę niszcząc gałki oczne). Od 1915 do 1917 kształcił się alfabetu Braille’a w Instytucie Wychowawczym Niewidomych Dzieci i pedagogiki na Uniwersytecie Wiedeńskim. W sierpniu 1915 awansowany do stopnia porucznika rezerwy. W 1916 ponownie został zmobilizowany do armii austriackiej. Od września 1917 był organizatorem Szkoły dla Ociemniałych Żołnierzy we Lwowie. Po odzyskaniu przez Polskę niepodległości w 1918 został przyjęty do Wojska Polskiego. W 1920 placówka szkolna została przeniesiona ze Lwowa do Krakowa. W 1921 Jan Silhan został awansowany do stopnia kapitana w korpusie oficerów administracyjnych dział sanitarny ze starszeństwem z 1 czerwca 1919. W 1923 jako nadetatowy oficer sanitarno-administracyjny 6 batalionu sanitarnego we Lwowie pracował w Zakładzie Leczniczo-Protezowym dla Inwalidów we Lwowie. W 1922 powołał do życia Związek Ociemniałego Żołnierza „Spójnia” we Lwowie. Działał na rzecz niewidomych, w tym inspirował proces przyznawania im zagród. Został przeniesiony w stan spoczynku w 1926. Jako emerytowany oficer w 1928 zamieszkiwał we Lwowie. W 1934 jako kapitan przeniesiony w stan spoczynku był przydzielony do kadry zapasowej 6 Szpitala Okręgowego w grupie oficerów administracji sanitarnych i pozostawał wówczas w ewidencji Powiatowej Komendy Uzupełnień Kamionka Strumiłowa.
Osiadł w Radziechowie. Tam był przewodniczącym powiatowej sekcji Związku Inwalidów Wojennych RP, a w 1935 wybrany prezesem zarządu głównego ZIWRP. Ponadto w Radziechowie kierował Kółka Rolniczego, założycielem Powiatowego Związku Osadników. Sprawował mandat radnego miasta przez dwie kadencje. Od 1936 mieszkał ponownie we Lwowie. Działał w Towarzystwie Opieki nad Niewidomymi. Władał kilkoma językami obcymi, w tym językiem esperanto. Działał polskim i w międzynarodowym ruchu niewidomych, w tym w Międzynarodowej Federacji Związków Samopomocowych Niewidomych (Universala Asocio de Blindul Organizajoj), której został wiceprezesem w 1934, a w 1936 prezesem. Ponadto był działaczem polskiego Międzynarodowego Ruchu Esperantystów.
Po wybuchu II wojny światowej, agresji ZSRR na Polskę z 17 września 1939 i nastaniu okupacji sowieckiej był nauczycielem języka rosyjskiego. Po nastaniu okupacji niemieckiej w połowie 1941 działał w tajnym nauczaniu. Po zakończeniu wojny i w toku przymusowych wysiedleń ludności polskiej z Kresów Wschodnich opuścił Lwów, po czym osiadł w Krakowie.
W okresie Polski Ludowej kontynuował działalność na rzecz niewidomych. Kierował delegaturą Związku Ociemniałych Żołnierzy w Krakowie, był organizatorem produkcji szczotkarskiej w ramach Spółdzielni Inwalidów „Robotnik” na Stradomiu (późniejsza Krakowska Spółdzielnia Niewidomych), od 1948 do 1951 był prezesem Oddziału Związku Pracowników Niewidomych w Krakowie. Pracował w ramach pomocy naukowej repetytorium Zakładu Matematyki Akademii Górniczo-Hutniczej, w dziale zagranicznym Polskiego Związku Niewidomych, w którym pełnił później funkcję sekretarza przez dwie kadencje. Z jego idei powstała Szkoła Muzyczna dla Dzieci Niewidomych przy ulicy Józefińskiej (późniejszy Specjalny Ośrodek Szkolno-Wychowawczy dla Dzieci Niewidomych i Słabowidzących w Krakowie przy ul. Tynieckiej 6) i Ośrodek Szkolenia Masażystów w Krakowie. Założył także czasopisma-kwartalniki „Niewidomy Masażysta” (1957) i „Pola Stelo” (1959), których był redaktorem naczelnym. Był autorem przekładu książki pt. Czytające palce autorstwa Jeana Roblina dotyczącej Louisa Braille'a. Zasiadał w Komisji Zdrowia Wojewódzkiej Rady Narodowej w Krakowie. 
Zmarł 29 czerwca 1971 w Krakowie. Został pochowany 2 lipca 1971 na tamtejszym cmentarzu Rakowickim (cmentarzu wojskowym przy ul. Prandoty, kwatera LXXXII-6-2).

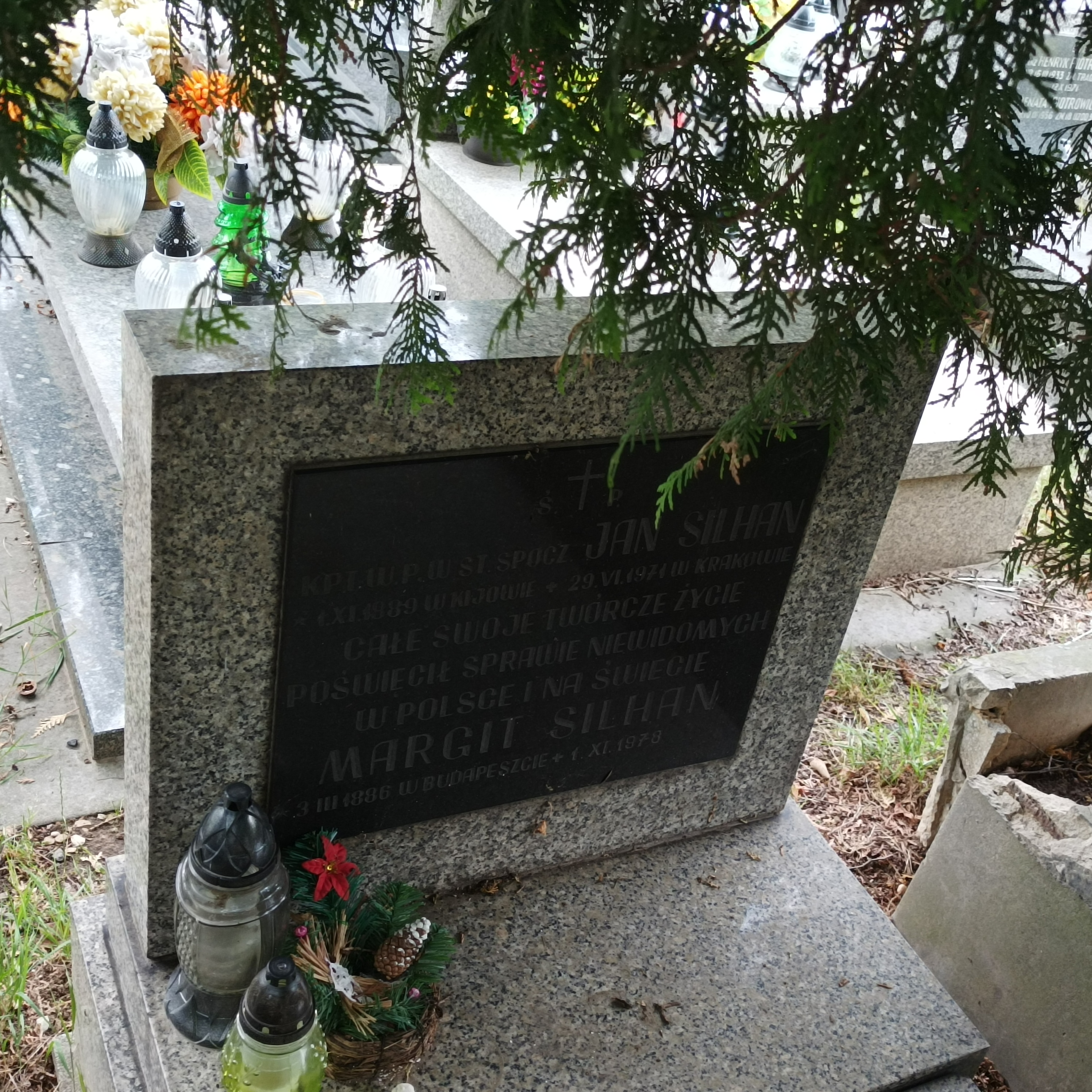
Grób kpt. Jana Silhana na cmentarzu przy ul. Prandoty

Od 1916 jego żoną została pochodząca z Węgier Margit Krausz (1886–1978), wspomagająca go w życiu codziennym i działalności. Byli bezdzietni.
W ramach Polskiego Związku Niewidomych powstał Ośrodek Leczniczo-Rehabilitacyjny im. kpt. Jana Silhana w Muszynie.

## Ordery i odznaczenia
- Krzyż Kawalerski Orderu Odrodzenia Polski
- Złoty Krzyż Zasługi (11 listopada 1936)[13][14]
- Srebrny Krzyż Zasługi (dwukrotnie: 23 grudnia 1929[15], 2 lipca 1955[16])
- Medal Pamiątkowy za Wojnę 1918–1921
- Złoty Medal Waleczności (Austro-Węgry, 1915)
- Odznaka „Zasłużony dla miasta Krakowa”